# Strjama (distrikt)
Strjama (bulgariska: Стряма) är ett distrikt i Bulgarien.   Det ligger i kommunen Obsjtina Rakovski och regionen Plovdiv, i den centrala delen av landet, 140 km öster om huvudstaden Sofia.
Trakten runt Strjama består till största delen av jordbruksmark. Runt Strjama är det ganska tätbefolkat, med 80 invånare per kvadratkilometer.